# Wildfeuer (Polka)
Wildfeuer ist eine Polka française von Johann Strauss (Sohn) (op. 313). Das Werk wurde am 18. November 1866 im Wiener Volksgarten erstmals aufgeführt.